# 26800 Gualtierotrucco
26800 Gualtierotrucco eller 1981 EK1 är en asteroid i huvudbältet som upptäcktes den 6 mars 1981 av den belgiske astronomen Henri Debehogne och den italienska astronomen Giovanni de Sanctis vid La Silla-observatoriet. Den är uppkallad efter Gualtiero Trucco.
Asteroiden har en diameter på ungefär 6 kilometer.